# Parigi-Bruxelles 1932
La Parigi-Bruxelles 1932, ventiquattresima edizione della corsa, si svolse il 3 aprile 1932 su un percorso di 376 km, con partenza da Parigi e arrivo a Bruxelles. Fu vinta dal belga Julien Vervaecke davanti ai suoi connazionali Gerard Loncke e Georges Ronsse.

## Ordine d'arrivo (Top 10)
| Pos. | Corridore          | Squadra | Tempo     |
| ---- | ------------------ | ------- | --------- |
| 1    | Julien Vervaecke   |         | 11h25'00" |
| 2    | Gerard Loncke      |         | a 9'45"   |
| 3    | Georges Ronsse     |         | s.t.      |
| 4    | Alfons Schepers    |         | s.t.      |
| 5    | Jean Aerts         |         | s.t.      |
| 5    | Alfons Deloor      |         | s.t.      |
| 5    | Georges Lemaire    |         | s.t.      |
| 5    | Jempy Muller       |         | s.t.      |
| 5    | Gaston Rebry       |         | s.t.      |
| 5    | Felicien Vervaecke |         | s.t.      |